# Brasilia 18 %
Pour plus de détails, voir Fiche technique et Distribution.
Brasilia 18 % est un film brésilien réalisé par Nelson Pereira dos Santos, sorti en 2006.

## Synopsis
Un médecin légiste reconnu est convié à Brasilia pour donner son avis sur l'identification d'un squelette qui pourrait être celui d'un économiste et assistant parlementaire disparu depuis plusieurs mois.

## Fiche technique
- Titre français : Brasilia 18 %
- Réalisation : Nelson Pereira dos Santos
- Scénario : Nelson Pereira dos Santos
- Pays d'origine : Brésil
- Format : Couleurs - 35 mm
- Genre : drame
- Durée : 102 minutes
- Date de sortie : 2006

## Distribution
- Otávio Augusto : João do Rio
- Othon Bastos : Martins Fontes
- Camilo Beviláqua : Rui Barbosa
- Daniel Braga : Carlinhos
- Karine Carvalho : Eugênia Câmara
- Ada Chaseliov : Cacilda Becker
- Déo Garcez : Tobias Barreto
- Isabella (pt) : Madame Dias
- Mônica Keiko : Marília Dedirceu
- Bruna Lombardi : Laura
- Laura Lustosa : Maria Bilac Fontes
- Malu Mader : Georgesand Romero
- Arnaldo Marques : Joaquim Manuel de Macedo
- Michel Melamed : Augusto dos Anjos
- Bete Mendes : Francisca Gonzaga